# Свободная Палестина (партия)
Партия «Свободная Палестина» (ПСП; англ. Free Palestine Party) — европейский политический альянс, основанный пропалестинскими активистами и партиями мусульманских меньшинств Европы из Бельгии, Франции, Германии, Нидерландов, Испании и Швеции. В 2024 году эти партии участвовали в выборах в Европейский парламент под лозунгом «Свободу Палестине» (англ. Free Palestine). Ни одна из партий, входящих в альянс, не получила ни одного места на выборах.

## Идеология
Заявленная цель Партии «Свободная Палестина» — повысить осведомлённость о последствиях палестино-израильского конфликта и призвать Европейский Союз предпринять более решительные действия против Израиля.
Партия «Свободная Палестина» утверждает, что поддерживает идею «Два государства для двух народов» и считает, что это решит палестино-израильский конфликт. Для достижения этой цели её члены выступают за диалог между различными вовлечёнными сторонами, включая Хамас.
Помимо палестинской проблемы, программа ПСП содержит предложения в области охраны окружающей среды и борьбы с уклонением от уплаты налогов, а также борьбы с дискриминацией.

## История
Альянс представил свою программу 19 марта 2024 года в Брюсселе. Нагиб Азергуи, основатель Союза французских мусульманских демократов, призвал Европу «быть последовательной в своих обещаниях мира на континенте и во всём мире». По его словам, как крупнейший торговый партнёр Израиля, ЕС должен применить против него санкции, чтобы добиться переговорного решения конфликта.

## Партии-члены
| Country    | Party | Party                                                                               | Год  | Идеология                                                                                         | Прим.                                                                                            |
| ---------- | ----- | ----------------------------------------------------------------------------------- | ---- | ------------------------------------------------------------------------------------------------- | ------------------------------------------------------------------------------------------------ |
| Бельгия    |       | Команда Фуада Ахидара Team Fouad Ahidar (TFA)                                       | 2024 | Левоцентризм; интересы мусульман, мультикультурализм, антисионизм                                 | Представлена в Брюссельском парламенте                                                           |
| Франция    |       | Союз французских мусульман-демократов Union des démocrates musulmans français, UDMF | 2012 | Левоцентризм/левые; интересы мусульман, антиимпериализм, антисионизм, антиколониализм             | В представительных органах власти не представлена                                                |
| Германия   |       | Союз за обновление и справедливость Bündnis für Innovation und Gerechtigkeit; BIG   | 2010 | Интересы мусульман, социальный консерватизм, политический ислам                                   | Была представлена в городских советах Бонна, Франкфурта-на-Майне, Висбадена и Оффенбаха-на-Майне |
| Нидерланды |       | Нида                                                                                | 2013 | Синкретическая; интересы мусульман, исламская демократия, прогрессивизм, антисионизм              | Была представлена в муниципальных советах Роттердама и Гааги                                     |
| Испания    |       | Партия андалуси Partido Andalusí                                                    | 2023 | Интересы испанских марокканцев, исламский гуманизм, политический ислам, андалусийский регионализм | В представительных органах власти не представлена                                                |
| Швеция     |       | Партия Нюанс Partiet Nyans                                                          | 2019 | Интересы мусульман, мультикультурализм, тюркофилия, исламизм, политика идентичности               | Представлена в муниципальных советах Ботчюрка и Ландскруны                                       |